# Чибо, Пьетро Джованни Кьявика
Пьетро Джованни Кьявика Чибо (итал. Pietro Giovanni Chiavica Cibo; Генуя, 1481 — Генуя, 1558) — дож Генуэзской республики.

## Биография
Достоверных сведений об этом доже сохранилось немного. Вероятно, он родился в Генуе в 1481 году и происходил из благородной семьи Чибо. Служил в качестве нотариуса и занимал несколько государственных должностей, возглавлял муниципалитет Генуи и был одним из "отцов города".
Чибо был избран дожем 4 января 1557 года, став 60-м дожем в истории Генуи. Правление Чибо пришлось на время внутренней и внешнеполитической слабости Генуэзской республики. Генуэзцы испытывали частые пиратские набеги на побережье, что усугубилось сильным голодом, для борьбы с которым правительство пыталось наладить поставки зерна с юга Италии (из Неаполя, Апулии и Сицилии). В экономических и торговых вопросах дож пытался освободиться от французского господства, отправлял послов в Левант и на Ближний Восток.
В течение срока его полномочий произошел конфликт с маркизом Финале Альфонсо II дель Карретто, который был в итоге осажден в замке Гавоне. Дож вынудил маркиза отказаться от титула и передал Финале Андреа Дориа и его потомкам.
Чибо внезапно умер в Генуе 3 декабря 1558 года, став первым дожем, избранным на фиксированный двухлетний срок, который не смог завершить свой мандат. Его тело было погребено в соборе Сан-Лоренцо.